# Sarah Dyrehauge Hansen
Sarah Dyrehauge Hansen (* 14. September 1996) ist eine dänische Fußballspielerin. Die im Mittelfeld und Angriff eingesetzte Spielerin spielt seit der Saison 2023/24 für Aarhus GF und spielte zwischen 2016 und 2017 neunmal für die dänische Nationalmannschaft.

## Vereine
Sarah spielte bis 2013 bei Vejle BK und wechselte dann zum IK Skovbakken um nach einem Jahr zu KoldingQ zu wechseln. Seit 2015 spielt sie beim Erstligisten Fortuna Hjørring. Mit dem Verein gewann sie 2015/16 das Double aus Meisterschaft und Pokal.
Auf europäischer Ebene schied sie in ihrer ersten Saison mit Fortuna in der UEFA Women’s Champions League 2015/16 gegen den italienischen Vizemeister ACF Brescia aus, denn nach einer 0:1-Auswärtsniederlage reichte es daheim nur zu einem 1:1. In der nächsten Saison konnten sie sich dann an den Italienerinnen revanchieren und die Achtelfinalpartien mit 1:0 und 3:1 gewinnen. Das Aus kam dann im Viertelfinale gegen Manchester City durch zwei 0:1-Niederlagen. In der UEFA Women’s Champions League 2017/18 hatte sie nur einen Einsatz bei der 1:2-Auswärtsniederlage im Sechzehntelfinale gegen den AC Florenz. Nach einem torlosen Remis im Rückspiel schied ihre Mannschaft aus. Die Saison in Dänemark konnte mit der Meisterschaft abgeschlossen werden. Zur Saison 2019/20 wechselte sie zum FC Thy – ThistedQ, der ein Jahr zuvor in die 3F Ligaen aufgestiegen war. Nach zwei Spielzeiten wechselte sie nach Norwegen zu Rosenborg Trondheim und wurde mit dem Verein norwegische Vize-Meisterin 2021. In der Qualifikation zur UEFA Women’s Champions League 2021/22 hatte sie einen vierminütigen Kurzeinsatz im mit 3:4 nach Verlängerung verlorenen Finalspiel gegen UD Levante, als sie unmittelbar nach dem 3:4-Anschlusstreffer eingewechselt wurde, dem Spiel aber auch keine Wende mehr geben konnte.
Seit der Saison 2023/24 spielt sie für Aarhus GF.

## Nationalmannschaften
Am 13. und 15. Mai 2011 kam sie bei zwei Freundschaftsspielen gegen Schweden, die mit 3:2 und 5:2 gewonnen wurden, zu ihren ersten Einsätzen in der dänischen U-16-Mannschaft. Dabei erzielte sie in beiden Spielen ein Tor, zunächst zum 3:2-Endstand und dann zur 2:1-Führung. Im Juli kam sie dann noch zu vier Einsätzen beim Nordic Cup in Finnland, bei dem sie beim 1:0 gegen Finnland das einzige Tor schoss.
Im Herbst 2011 und Frühjahr 2012 nahm sie mit der U-17 an den beiden Qualifikationsrunden für die U-17-Fußball-Europameisterschaft der Frauen 2012 teil. Bei der Endrunde verloren sie das Halbfinale dann aber mit 0:2 gegen Rekordeuropameister Deutschland. Im Spiel um Platz 3 gegen Gastgeber Schweiz konnten sie nach torlosen 80 Minuten das Elfmeterschießen für sich entscheiden. Sie nahm dann auch noch an den beiden Qualifikationsrunden für die U-17-EM 2013 teil. Während sie in der ersten Runde in Mazedonien mit drei Siegen und 12:0 Toren – wovon sie vier schoss – Gruppensieger wurden, konnten sie in der zweiten Runde nur gegen Titelverteidiger Deutschland gewinnen – wobei sie die frühe Führung der Deutschen ausgleichen konnte. Gegen Belgien und die Niederlande reichte es aber nur zu Remis. So wurden sie ungeschlagen Gruppendritte und verpassten ebenso wie die Titelverteidigerinnen die Endrunde. Damit endete ihre Zeit in den U16/17-Mannschaften.
Am 29. Juli 2013 hatte sie bei einem Freundschaftsspiel gegen Norwegen ihren ersten Einsatz für die U-19-Mannschaft. Im August nahm sie dann auch an der Endrunde der U-19-EM 2013 in Wales teil. Hier konnten sie nur das erste Spiel gegen die Gastgeberinnen gewinnen, verloren aber die beiden anderen Gruppenspiele gegen England und Frankreich, so dass sie als Gruppendritte ausschieden. Im September 2013 und April 2014 nahm sie dann auch an den beiden Qualifikationsrunden für die U-19-Fußball-Europameisterschaft der Frauen 2014 teil. Hier konnten sie aber nur die erste Runde erfolgreich gestalten, wobei sie beim 4:0 gegen Griechenland das erste und letzte Tor und beim 10:0 gegen Kasachstan drei Tore schoss.
In der zweiten Runde in Finnland gelang dagegen nur gegen die Gastgeberinnen beim 2:2 ein Punktgewinn, gegen England und Serbien verloren sie jeweils mit 0:1. Besser lief es in der Qualifikation für die U-19-Fußball-Europameisterschaft der Frauen 2015, wo sie mit je drei Siegen in beiden Qualifikationsrunden erfolgreich waren. Damit nahm sie zum zweiten Mal an einer Endrunde der U-19-EM teil. In Israel verloren sie aber die ersten beiden Spiele gegen Frankreich und den späteren Sieger Schweden mit 0:1 und gewannen dann nur das bedeutungslose dritte Spiele gegen die Gastgeberinnen mit 2:1. Mit diesem Sieg endete dann ihre Zeit in den Juniorinnen-Mannschaften in der sie in insgesamt 56 Spielen 29 Tore schoss.
Am 22. Januar 2016 kam sie dann im ersten von zwei Testspielen gegen die Niederlande während eines Trainingslagers in der Türkei zu ihrem ersten Einsatz in der A-Nationalelf. Sie stand dabei in der Startelf, wurde aber nach 82 Minuten ausgewechselt.
Es folgten ein Kurzeinsatz beim 1:0 gegen den späteren Turniersieger Kanada und ein 90-minütiger Einsatz beim 1:2 gegen Belgien beim Algarve-Cup 2016, drei Einsätze beim Sincere-Cup 2016 und zwei beim Algarve-Cup 2017, wobei sie beim 6:1 gegen Russland am 6. März die letzten beiden Tore und damit ihre ersten Tore für die A-Nationalmannschaft schoss. Dazwischen kam sie noch zu einem Spiel für die U-23-Mannschaft gegen Finnland, das mit 5:1 gewonnen wurde und sie das erste Tor schoss, womit sie in jeder Altersklasse mindestens ein Tor geschossen hatte. Im Juni 2017 wurde sie noch ohne Pflichtspieleinsatz für die EM-Endrunde 2017 nominiert. Dort kam sie aber zu keinem Einsatz. Danach wurde sie auch noch nicht wieder einsetzt (Stand: April 2025).

## Erfolge

### Vereine
- 2015/2016 (mit Fortuna Hjørring) und 2020/2021 (mit Thy ThistedQ): Dänische Pokalsiegerin
- 2015/2016 und 2017/18 (mit Fortuna Hjørring): Dänische Meisterin

### Nationalmannschaft
- Vize-Europameisterin 2017 (ohne Einsatz)